# Монькино
Монькино — деревня в Торошинской волости Псковского района Псковской области России.
Расположена на правом берегу реки Пскова, в 18 км к северо-востоку от Пскова и в 4 км к югу от деревни Торошино.
Численность населения деревни по состоянию на 2000 год составляла 3 человека.
Данную деревню не следует путать с бывшей деревней с таким же названием, которая располагалась в районе очистных сооружений канализации псковского «Горводоканала» на территории современной Завеличенской волости Псковского района, к северу от деревни Родина на левом берегу Великой (при этом название Монькино применительно к данной местности продолжает употребляться, и территория может обозначаться как деревня и посёлок Монькино).